# Pedro Martínez (tenisista)
Pedro Martínez Portero (ur. 26 kwietnia 1997 w Alzirze) – hiszpański tenisista, reprezentant kraju w Pucharze Davisa, olimpijczyk z Paryża (2024).

## Kariera tenisowa
Swoją przygodę z tenisem Hiszpan rozpoczął w wieku 5 lat. Zawodowy tenisista od 2016 roku.
W cyklu ATP Tour wygrał jeden turniej w grze pojedynczej z trzech osiągniętych finałów.
W grze podwójnej zwycięzca jednego turnieju o randze ATP Tour z dwóch rozegranych finałów.
Jako reprezentant Hiszpanii finalista ATP Cup 2022. Od marca 2022 roku reprezentant kraju w Pucharze Davisa.
Olimpijczyk z Paryża (2024), gdzie odpadł w zawodach singlowych w pierwszej rundzie.
W rankingu gry pojedynczej najwyżej był na 37. miejscu (17 lutego 2025), a w klasyfikacji gry podwójnej na 51. pozycji (16 maja 2022).

### Finały w turniejach ATP Tour
| Legenda                                      |
| -------------------------------------------- |
| Wielki Szlem                                 |
| Igrzyska olimpijskie                         |
| Tennis Masters Cup / ATP Finals              |
| ATP Masters Series / ATP Tour Masters 1000   |
| ATP International Series Gold / ATP Tour 500 |
| ATP International Series / ATP Tour 250      |

#### Gra pojedyncza (1–2)
| Końcowy wynik | Nr | Data            | Turniej   | Nawierzchnia | Przeciwnik     | Wynik finału  |
| ------------- | -- | --------------- | --------- | ------------ | -------------- | ------------- |
| Finalista     | 1. | 31 lipca 2021   | Kitzbühel | Ceglana      | Casper Ruud    | 1:6, 6:4, 3:6 |
| Zwycięzca     | 1. | 27 lutego 2022  | Santiago  | Ceglana      | Sebastián Báez | 4:6, 6:4, 6:4 |
| Finalista     | 2. | 7 kwietnia 2024 | Estoril   | Ceglana      | Hubert Hurkacz | 3:6, 4:6      |

#### Gra podwójna (1–1)
| Końcowy wynik | Nr | Data           | Turniej        | Nawierzchnia | Partner        | Przeciwnicy               | Wynik finału   |
| ------------- | -- | -------------- | -------------- | ------------ | -------------- | ------------------------- | -------------- |
| Zwycięzca     | 1. | 30 lipca 2022  | Kitzbühel      | Ceglana      | Lorenzo Sonego | Tim Pütz Michael Venus    | 5:7, 6:4, 10–8 |
| Finalista     | 1. | 23 lutego 2025 | Rio de Janeiro | Ceglana      | Jaume Munar    | Rafael Matos Marcelo Melo | 2:6, 5:7       |